# Paroecus
Paroecus es un género de escarabajos longicornios de la tribu Acanthocinini.

## Especies
- Paroecus celebensis (Thomson, 1857)
- Paroecus charpentierae Villiers, 1971
- Paroecus griseolus (Monné, 1988)
- Paroecus lineatus (Monné & Martins, 1976)
- Paroecus rigidus Bates, 1863
- Paroecus strigosus (Monné, 1988)
- Paroecus vittulatus (Gilmour, 1961)